# Antonio Scontrino
Antonio Scontrino (* 17. Mai 1850 in Trapani; † 7. Januar 1922 in Florenz) war ein italienischer Komponist.
Scontrino studierte von 1861 bis 1870 am Konservatorium von Palermo und danach in München. Bis 1891 trat er als Kontrabassist auf. Bis 1898 war er Kompositionslehrer am Konservatorium von Palermo, danach in Florenz.
Er komponierte fünf Opern, mehrere große Orchesterstücke, ein Kontrabass-, ein Fagott- und ein Klavierkonzert, vier Streichquartette, Bühnenmusiken, Klavierstücke, Chöre und Lieder.

## Werke (Auswahl)
- Grande polonese
- Marcia trionfale
- Sinfonia marinaresca
- Sinfonia romantica
- Preludio religioso
- Marion De Lorme
- Idillio di Sigfrido
- Pierre Gringoire
- La cortigiana

| Personendaten    | Personendaten                             |
| ---------------- | ----------------------------------------- |
| NAME             | Scontrino, Antonio                        |
| KURZBESCHREIBUNG | italienischer Komponist Klassischer Musik |
| GEBURTSDATUM     | 17. Mai 1850                              |
| GEBURTSORT       | Trapani                                   |
| STERBEDATUM      | 7. Januar 1922                            |
| STERBEORT        | Florenz                                   |